# Koalou
Koalou (nom burkinabé) ou Kourou (nom béninois) est une zone rurale avec deux principaux villages le long de la route nationale reliant le Burkina Faso au Bénin en traversant un pont sur la rivière du Pendjari, qui est l'enjeu d'un litige de souveraineté entre le Burkina Faso et le Bénin qui en revendiquent tous deux le territoire. Pour le Bénin, le village fait partie de la commune de Matéri dans le département de l'Atacora (ou Atakora) ; pour le Burkina Faso, le village fait partie du département de Pama dans la province de la Kompienga et la région Est. Les deux pays ont choisi de régler le problème pacifiquement en retirant tous les symboles de souveraineté affichés des deux pays.

## Géographie

### Situation et environnement
Koalou/Kourou est situé à environ 35 km au Sud-Est de Pama, le chef-lieu de la province burkinabè (et du département et la commune rurale homonyme) et à environ 30 km au Nord de Matéri, le chef-lieu du département béninois, près du village de Porga (situé sur l'autre rive du Pendjari, nom de la partie de la rivière de l'Oti située en amont de son confluent avec la rivière du Koulpélogo (situé non loin de la zone de Koalou/Kourou, à quelques kilomètres seulement au nord du Togo dans la région des Savanes, près de la ville de Dapaong dans la préfecture de Tône frontalière du Burkina Faso au nord, mais plus proche encore du village de Mandouri dans la préfecture de Kpendjal frontalière du Burkina Faso au nord et du Bénin à l'est), le Pendjari formant la plus longue partie de la frontière entre le nord-ouest du Bénin et le sud-est du Burkina Faso).
Le territoire de Koalou/Kourou se trouve sur la Frontière entre le Bénin et le Burkina Faso dans un méandre sur la rive droite de la rivière du Pendjari. À ce titre, il existe un différend territorial entre les deux pays sur l'appartenance de la zone Koalou/Kourou – de 68 km2, incluant les villages de Niorgou-I et Niorgou-II – au Burkina Faso ou au Bénin. Pour le Burkina Faso, la frontière entre les deux pays est délimitée par la rivière Pendjari depuis le décret colonial le 22 juillet 1914 – conséquence de la Conférence de Berlin de 1884-1885 sur le partage de l'Afrique entre les puissances européennes – ; pour le Bénin, c'est l'administration française qui a défini par un arrêté la frontière en 1938 en la localisant sur le 11e parallèle Nord. Voulant chercher une solution pacifique au contentieux frontalier, les présidents burkinabè, Blaise Compaoré, et béninois, Yayi Boni, ont saisi depuis mai 2009 la Cour internationale de justice (CIJ) pour régler le litige et déclaré la zone neutre dans l'intervalle.

### Démographie
- En 2006, le village comptait 1 973 habitants recensés[1].

## Histoire
Longtemps, la zone de Koalou/Kourou n'a pas posé de problème majeur, étant de facto administrée par le Burkina Faso, qui a construit notamment le pont sur la rivière Pendjari ainsi que le centre de santé du village ; côté béninois Porga était la ville frontalière naturelle sur la rivière. Depuis 2009 et la saisie de la CIJ, la zone de Koalou/Kourou est déclarée neutre. Le Burkina Faso et le Bénin ont décidé de ne pas poser d'actes de souveraineté sur ce territoire (comme la construction d'école, la mise en place de panneaux ou de drapeaux) bien que les habitants de ce territoire puissent voter dans le pays de leur choix pour les élections.
Le règlement pacifique de ce litige a consisté à faire gérer en commun l'administration et la sécurité nécessaire dans la zone, en créant une commission concertée, cofinancée par un accord budgétaire ratifié par les deux pays, en transférant à cette commission commune la propriété et la gestion des écoles, des ouvrages et des équipements publics, ainsi que les autorisations d'exploitation, en attendant une décision d'arbitrage par une cour internationale de justice sollicitée et reconnue par les deux pays pour faire reconnaitre ce règlement et ce mode de gestion, sans toutefois mettre de côté les besoins légitimes de la population frontalière locale (quant à la santé, à l'éducation, à la sécurité, aux ressources essentielles, à la communication, à la culture et aux loisirs), laquelle peut continuer à y résider en toute quiétude et même circuler librement entre le village et chacun des deux pays, grâce à l'organisation régulière de patrouilles de sécurité conjointes missionnées par la commission concertée pour protéger de façon équilibrée les intérêts et la paix entre les deux pays.

## Économie
Malgré le litige frontalier (qui a causé quelques troubles et confusions entre les autorités, et parfois des frayeurs de la population locale en 2009 exprimés dans la presse et quelques médias en ligne burkinabés, mais des troubles largement stabilisés depuis par l'accord officialisé entre les deux pays et célébré localement et par l'appel commun à une juridiction internationale pour le faire reconnaitre, pour d'une part pacifier et normaliser la situation et l'ancrer dans le droit international et les droits nationaux des deux pays et le mettre en accord avec les autres droits internationaux applicables aux deux pays, et d'autre part mieux organiser le travail et les moyens de la commission mixte)
Cette zone n'est donc pas une zone de non-droit et connait même un regain d'activité économique ou culturelle, en raison de son statut particulier en tant que porte d'échange entre les deux pays, mais aussi vers le Togo très proche, et d'exemple pour l'Afrique d'une bonne coopération bénéfique à la stabilité et au développement de la région et qui devrait aussi aider à prévenir ou soulager d'autres conflits frontaliers issus d'anciens textes de droit mal écrits ou difficiles à interpréter et qui ne pouvaient pas tenir compte des populations actuelles et des pays et régimes indépendants qui aujourd'hui cherchent à les organiser.
De fait, même si les symboles de souveraineté nationaux ne sont plus affichés, les services à la population fonctionnent, les écoles sont ouvertes, la belle route nationale reliant les deux pays est ouverte via le pont vers le village béninois de Porga construit par le Burkina Faso sur la rivière du Pendjari. Le commerce local et le transit entre les deux pays peut fonctionner normalement (les postes frontières et contrôles nationaux ont été déplacés hors de la zone dans chacun des deux pays et le contrôle local est sous l'autorité de la commission mixte locale). L'ordre est établi pour les résidents des deux pays (qui ont conservé leurs droits nationaux de leur pays d'élection) et pour leurs visiteurs de toutes nationalités. Le droit local est adapté et reconnu par les deux pays et appliqué par la commission locale qui dispose de moyens adéquats et garantis venant des deux pays, y compris pour trancher et régler en commun les éventuel conflits de compétence de juridictions pour le traitement des litiges et y faire appliquer localement les décisions prises.
Ainsi la zone de Koalou/Kourou a pu se voir attribuer en novembre 2017 l'interconnexion de la fibre optique entre le Bénin et le Burkina Faso afin d'encore améliorer les communications entre les deux pays et les services à la population locale et leurs visiteurs. Cette opération a été rendue possible , grâce à un financement par la Banque mondiale dans le cadre du Programme régional d'infrastructures de communication en Afrique de l'Ouest (WARCIP : West African Regional Communication Infrastructure Program), même si la question du statut final de la zone n'avait pas encore été tranchée par la Cour de justice internationale (CJI), qui cependant devra maintenant tenir compte aussi du soutien et des nouvelles garanties apportées par la Banque mondiale et les gouvernements des deux pays ainsi que des avis des organisations et observateurs internationaux présents et actifs dans la zone, ainsi que sans doute à l'avenir de prochaines décisions innovantes prises collectivement par un processus électoral incluant tous ses résidents pour adapter également les statuts des autres institutions municipales, départementales, provinciales, régionales ou nationales des deux pays.
La question de la fiscalité applicable localement et de la gestion de la dette publique n'est pas encore tranchée et peut encore poser problème (et en attente de la décision de la CJI et de sa mise en application par les législations des deux pays et une éventuelle ratification par un traité pour le garantir à long terme). La situation actuelle ne permet pas encore à la commission binationale de disposer d'une autonomie financière hors des crédits qui lui sont garantis depuis 2009 par l'accord bilatéral entre les deux pays. Les statuts actuels ne permettent pas non plus la création d'une zone franche en matière de fiscalité, où la commission n'aurait pour fonctionner que les moyens apportés chaque année par les deux pays. En attendant les résidents doivent opter pour une nationalité ou l'autre (ce qui a déjà fait l'objet de sollicitations malvenues et de troubles sociaux vite apaisés lors des campagnes électorales des deux pays) et suivre alors la réglementation fiscale applicable aux résidents de chaque commune frontalière et doivent régler leurs litiges éventuels par un arbitrage devant la commission locale compétente sur la zone. Les taxes dues pour les biens et personnes transitant par, depuis ou vers la zone sont prélevées dans les deux communes frontières avec la zone. Les contrôles peuvent avoir lieu dans ces deux communes, ou de façon plus concertée dans la zone sous la direction de la commission binationale, les deux pays s'étant engagés publiquement à éviter les contrôles ou procédures en doublon inutiles et à se concerter de préférence devant la commission binationale, et non par une application forcée de leur autorité.
Ainsi, même si aucun des deux pays ne dispose plus aujourd'hui de la pleine souveraineté sur la zone, chacun prétend à défendre des revendications pour protéger ses intérêts et ceux de ses résidents (et électeurs) dans la zone, ce qui les amènera à faire évoluer leur législation propre et les statuts transitoires de la commission binationale actuelle, pour lui renforcer son autorité et lui transférer de nouvelles compétences si nécessaire tant au plan sécuritaire, politique et juridique, qu'au plan économique, social et culturel pour le développement durable de la zone et le bien-être de ses résidents et visiteurs, tout en assurant la protection des ressources et de l'environnement pour l'avenir.

## Santé et éducation
La zone de Koalou/Kourou accueille, dans son plus gros village de Niorgou-I, un centre de santé et de promotion sociale (CSPS). Il est promu et équipé par le Burkina Faso (en accord avec la commission binationale régulant la zone) au sein de son département (et la commune) de Pama, lui-même dans son district sanitaire de Pama (correspondant à la province de la Kompienga).
Le Bénin de son côté assure un service de santé au village de Parga, de l'autre côté du pont sur la rivière frontière de la zone.[réf. nécessaire]
Ces deux centres sont compétents et habilités pour traiter les besoins de tous les résidents de la zone.
Une école primaire publique initialement construite dans la zone par le Burkina Faso est aujourd'hui régie par la commission binationale et soutenue financièrement par les deux pays.